# Cithadius cyathurae
Cithadius cyathurae är en kräftdjursart som beskrevs av Bowman 1972. Cithadius cyathurae ingår i släktet Cithadius och familjen Tachidiidae. Inga underarter finns listade i Catalogue of Life.